# Glenburn (Pennsylvania)
Glenburn è un census-designated place (CDP) degli Stati Uniti d'America, situato nello stato della Pennsylvania, nella contea di Lackawanna.